# أرون تايلور
أرون تايلور (بالإنجليزية: Aaron Taylor)‏ (و. 1972  م) هو لاعب كرة قدم أمريكية، من الولايات المتحدة، ولد في سان فرانسيسكو، يلعب كحارس ‏.

## التعليم
تعلم في جامعة نوتر دام.

## جوائز
حصل على جوائز منها:
- جائزة لومباردي [الإنجليزية]‏ (1993).

## روابط خارجية
- أرون تايلور على موقع مرجع كرة القدم المحترفة.كوم (الإنجليزية)